# Караджаоглу, Гюнай
Гюна́й Караджаоглу́ (тур. Günay Karacaoğlu; род. 13 марта 1971, Кайсери) — турецкая актриса

 театра, кино и телевидения.

## Ранние годы
Гюнай Караджаоглу родилась 13 марта 1971 года в Кайсери (Турция), став третьим ребёнком в семье. У неё есть старшие брат и сестра. В 1976 году семья Караджаоглу переехала в Стамбул. Учась в старшей школе, она играла в школьном театральном кружке и получила награду как «Лучший актёр» на школьном театральном фестивале. В 1995 году окончила Центр искусств Мюждата Гезена.

## Карьера
Караджаоглу снимается в фильмах, телесериалах и рекламе, играет в театре. Она дебютировала на телевидении в 1994 году, сыграв роль Хасене в телесериале «Танго Шехназ». В последующие годы она приняла участие более чем в пятидесяти фильмах, телесериалах и театральных постановках. Является лауреатом различных театральных, кино- и телевизионных премий, среди которых Театральная премия Мухсина Эртугрула (2009), Театральная премия Садри Алышыка (2009), Театральная премия Афифе Жале (2009), Театральная премия Direklerarası Seyirci (2018) и «Золотая бабочка» (2021).

## Личная жизнь
С 1993 по 2004 год Караджаоглу была замужем за актёром Шевкетом Чорухом. У бывших супругов есть дочь — Гюленай Чорух (род. 5 декабря 1997). Гюленай окончила факультет кино и телевидения Стамбульского университета Билги и работает режиссёром в театре и на телевидении.
С 2008 по 2012 год Караджаоглу была замужем за кино- и телевизионным продюсером Дженгизом Чагатаем.
С 28 сентября 2022 года Караджаоглу замужем за доктором-урологом и профессором Саадеттином Эскичопарчы.

## Фильмография
| Год       |   | Русское название                                     | Оригинальное название                                 | Роль                   |
| --------- | - | ---------------------------------------------------- | ----------------------------------------------------- | ---------------------- |
| 1994      | с | Танго Шехназ                                         | Şehnaz Tango                                          | Хасене                 |
| 1996      | с | Угловой захват                                       | Köşe Kapmaca                                          | Хандан                 |
| 1997      | с | Мы трогали животных                                  | Hayvanlara Dokunduk                                   | Фатма                  |
| 2000      | ф | Вероломная Византия                                  | Kahpe Bizans                                          | Анач-хатун             |
| 2000      | ф | Абузер Кадаиф                                        | Abuzer Kadayıf                                        | Язгюлю                 |
| 2000      | с | Мне жаль Лейлу                                       | Üzgünüm Leyla                                         |                        |
| 2001      | с | Наш отель                                            | Bizim Otel                                            | Наджие                 |
| 2001—2002 | с | Едитепе Стамбул                                      | Yeditepe İstanbul                                     | Онем                   |
| 2002      | с | Дамы и господа                                       | Bayanlar Baylar                                       | Заккум                 |
| 2002      | с | Бешибирерде                                          | Beşibiryerde                                          |                        |
| 2002—2003 | с | Половинка яблока                                     | Yarım Elma                                            | Гонджа                 |
| 2003      | ф | Строительство                                        | İnşaat                                                | телеведущая            |
| 2003      | с | Наука о жизни                                        | Hayat Bilgisi                                         | Хедие                  |
| 2005      | с | Кысмет                                               | Kısmet                                                | Кысмет                 |
| 2006      | ф | Сын человека, спасшего мир                           | Dünyayı Kurtaran Adam'ın Oğlu                         | Тугче                  |
| 2007      | с | Держись от меня подальше                             | Düş Yakamdan                                          | Шахане                 |
| 2008      | с | Медсестра Мери                                       | Hemşire Meri                                          | Мери                   |
| 2008      | ф | Османская республика                                 | Osmanlı Cumhuriyeti                                   | флористка              |
| 2008      | с | Любовь моя                                           | Aşkım Aşkım                                           | Хадисе Уста            |
| 2010      | с | Приходи ко мне с этим                                | Bana Bunlarla Gel                                     |                        |
| 2010—2011 | с | Разбивающая сердца                                   | Gönülçelen                                            | Гюльназ                |
| 2011      | с | Золото Стамбула                                      | İstanbul'un Altınları                                 | Угур                   |
| 2013      | с | 20 минут                                             | 20 Dakika                                             | «Скорпион»             |
| 2013      | с | Европа, Европа                                       | Avrupa Avrupa                                         | Саадет Гюрлеен         |
| 2014      | ф | Строительство 2                                      | İnşaat 2                                              | журналистка            |
| 2014      | ф | Танцы шакалов 3: Никаких хлопот                      | Çakallarla Dans 3: Sıfır Sıkıntı                      | учительница            |
| 2014—2015 | с | Цыганский дух                                        | Roman Havası                                          | Эльмас                 |
| 2015      | ф | Таинственные аспекты жизни диктатора Адольфа Гитлера | Diktatör Adolf Hitler'in Hayatının Esrarengiz Yönleri |                        |
| 2017      | ф | Жить прекрасно                                       | Yaşamak Güzel Şey                                     | Озлем                  |
| 2017      | ф | Безумный Думрул                                      | Deli Dumrul                                           | мать безумного Думрула |
| 2017      | ф | Джингёз Реджаи: Возвращение легенды                  | Cingöz Recai: Bir Efsanenin Dönüşü                    | Адиле                  |
| 2017—2018 | с | Хаяти и другие                                       | Hayati ve Diğerleri                                   | Шюкран Солмаз          |
| 2018      | ф | Безумная семья                                       | Ailecek Şaşkınız                                      | Серап                  |
| 2018      | ф | Два хороших ребёнка                                  | İki İyi Çocuk                                         | Эмине                  |
| 2020      | с | О, моя юность                                        | Gençliğim Eyvah                                       | Хаджер Асмалы          |
| 2021      | с | Подпольный ситком                                    | Bir Yeraltı Sit-Com'u                                 |                        |
| 2021—2022 | с | Любовь. Разум. Месть                                 | Aşk Mantık İntikam                                    | Зюмрют Корфалы         |
| 2022      | ф | Его бы не любили, если бы он был женат               | Evlat Olsa Sevilmez                                   |                        |
| 2023      | ф | Обязательная цель любви                              | Sevda Mecburi İstikamet                               | Фатош                  |